# Иорданидис, Никос
Никос Иорданидис (род. 17 июля 1980 года) — греческий профессиональный футболист.

## Карьера
Иорданидис родился в Эптамилои, Серре, начал играть в футбол в молодёжном составе «Панатинаикоса». Он дебютировал на профессиональном уровне в 1999 году (18 лет) в составе ОФИ в высшей лиге. В том сезоне он был признан лучшим молодым футболистом чемпионата. В 2003 году Иорданидис надеялся присоединиться к итальянскому клубу Серии B, но вместо этого ОФИ отправил его в аренду в «Акратитос». Вскоре после этого ОФИ аннулировал его контракт, и игрок на правах свободного агента в январе 2004 года присоединился к «Калитее».
Иорданидис провёл один сезон в Первом дивизионе Кипра с «Пафосом», затем вернулся в Грецию, где играл во втором и третьем дивизионах, а в 2012 году подписал контракт с «Пефки», клубом из четвёртого дивизиона, базирующимся в одноимённом северном пригороде Афин.